# 진량고등학교
진량고등학교(珍良高等學校)는 대한민국 경상북도 경산시 진량읍 신상리에 있는 사립 고등학교이다.

## 학교 연혁
- 1954년 2월 20일 : 학교법인 진량의숙 설립
- 1954년 10월 2일 : 초대 교장 김문조 취임
- 1954년 11월 10일 : 제1동 교사 준공(목조 6개 교실)
- 1955년 2월 16일 : 진량 농업 고등학교 인가 (6학급)
- 1974년 10월 8일 : 진량고등학교로 교명 변경
- 1979년 2월 28일 : 본관 18개 교실 준공
- 1980년 2월 6일 : 산업체 특별학급 인가
- 1980년 3월 1일 : 중ㆍ고등학교 분리 운영
- 1980년 11월 20일 : 제2동 교사 15개 교실 준공
- 1986년 8월 10일 : 제3동 교사 15개 교실 준공
- 1990년 9월 27일 : 강당(유도실, 음악실 외 2실) 150평 신축
- 1996년 12월 5일 : 강당 및 기숙사 350평 (1,2층) 확장
- 1999년 4월 7일 : 학교 급식시설 완공
- 2000년 9월 5일 : 다목적 실내 체육관(545평) 준공
- 2005년 4월 30일 : 기숙사(203평) 준공
- 2005년 9월 9일 : 종합도서관 개관
- 2010년 9월 28일 : 본관 신축
- 2012년 3월 1일 : 특수학급 1학급 신설(22학급)
- 2015년 9월 1일 : 제5대 학교법인 이사장 임봉노 취임
- 2020년 1월 31일 : 제64회 졸업식(총 졸업생 19,056명)
- 2020년 5월 1일 : 학교 운동장 재조성(잔디구장, 풋살장, 농구코트 등)
- 2022년 2월 28일 : 교과교실제 교실(교실 정비 및 기자재 첨단화) 준공
- 2022년 2월 28일 : 기숙사(춘곡2관, 413평) 준공
- 2022년 4월 29일 : 급식실 현대화 사업 완료
- 2023년 3월 1일 : 제9대 교장 이성수 취임

## 참고 자료
- 진량고등학교 - 한국교육학술정보원 학교알리미